# Taormina Film Fest 2007
La 53ª edizione del Taormina Film Fest si è svolta a Taormina dal 16 al 22 giugno 2007.
Il festival ha sede presso le sale del Palazzo dei Congressi e il Teatro Greco. La direzione artistica è assegnata a Deborah Young, già vice-direttrice dal 1999 al 2004 durante la direzione di Felice Laudadio (1999-2006).

## Le sezioni
Sono previste sette sezioni, articolate in due categorie in concorso ("Mediterranea" e "Cortometraggi Siciliani") e due fuori concorso ("Oltre il Mediterraneo" e "Il Grande Cinema al Teatro Greco"), due retrospettive ("Omaggio Giuseppe Tornatore" e "Ospite d'onore: l'Egitto") e un contenitore di lezioni di cinema ("Master Classes").

### Concorso "Mediterranea"
Sette film prodotti nel bacino del Mediterraneo in concorso per l'assegnazione del Tauro d'Oro.
- 13 M2 di Barthélemy Grossmann ( Francia)
- L'uomo di vetro di Stefano Incerti ( Italia)
- Adam And The Devil di Bariş Pirhasan ( Turchia)
- Two Women On The Road di Farida Bourquia ( Marocco)
- Fuerte Apache di Jaume Mateu Adrover ( Spagna)
- Making Of di Nouri Bouzid ( Tunisia)
- My Father My Lord di David Volach ( Israele)

### Il Grande Cinema al Teatro Greco
Sei film in anteprima mondiale o europea proiettati al Teatro Greco di Taormina.
- Giovani aquile di Tony Bill (USA)
- Le regole del gioco (Lucky You) di Curtis Hanson (USA)
- I testimoni (Les temoins) di André Téchiné (Francia)
- Maldeamores di Carlos Ruiz Ruiz e Mariem Pérez Riera (Porto Rico)
- I Love Cinema di Osama Fawzi (Egitto)
- Transformers di Michael Bay (USA)

### Oltre il Mediterraneo
Sette film fuori concorso.
- The Interpreter Of Black and White Films di Teddy Moskov (Bulgaria)
- Beyond The Crimson Sky di Masaki Hamamoto (Giappone)
- Kings di Tom Collins (Irlanda/Gran Bretagna)
- Warden of The Dead di Ilian Simeonov (Bulgaria)
- XXY di Lucía Puenzo (Argentina)
- Kremen di Aleksei Mizgiryov (Russia)
- Good Time Max di James Franco (USA)

### Cortometraggi Siciliani
Cortometraggi realizzati da film-maker siciliani in concorso per l'assegnazione del premio Taormina–NICE per il Miglior Corto Siciliano.
- Red Line di Francesco Cannavà
- Il vecchio e la fontana di Tony Palazzo
- Caro Figlio di Antonio Gianmanco
- Il prestigiatore di Mario Cosentino
- Be-hind me di Marta Tagliavia
- La coperta di Sergio Evola e Fabio Agatino
- Pisci di Broru di Paolo Santangelo
- Giuramento di Marinaio di Mauro Graiani e Francesco Bellomo

### Omaggio Giuseppe Tornatore
Retrospettiva integrale sul regista Giuseppe Tornatore, con la proiezione della sua filmografia (lungometraggi, documentari e spot), l'allestimento di una mostra fotografica e l'edizione di un libro.

### Ospite d'onore: l'Egitto
Retrospettiva-focus dedicata all'Egitto in occasione del centenario dalla nascita del cinema egiziano.
- First Year In High School
- Closed Doors
- A Citizen, A Police Detective and A Thief
- Sleepless Nights
- The Best of Times
- El Medina
- The Yacoubian Building

### Master Classes
Quattro lezioni di cinema presso il Palazzo dei Congressi tenute da registi internazionali, attraverso la proiezione di un film e, a seguire, di un incontro pubblico. Nel 2007 sono stati presenti:
- Giuseppe Tornatore, con il film Nuovo Cinema Paradiso
- Goran Paskaljevic, con il film Midwinter Night's Dream
- Terence Davies, con il film The House of Mirth
- Matt Dillon, con il film City of Ghosts

## La giuria
- Luis Puenzo (Argentina) (presidente)
- Peter Scarlet (USA)
- Goran Paskaljevic (Serbia-Montenegro)
- Marwan Hamed (Egitto)
- Franco Battiato (Italia)

## I premi

### Concorso "Mediterranea"
- Tauro d'oro al miglior film: Making Of di Nouri Bouzid (Tunisia)
- Tauro d'oro per la miglior recitazione: Lofti Abdelli (Tunisia) per Making Of di Nouri Bouzid
- Tauro d'oro alla miglior regia: David Volach (Israele) per My Father My Lord
- Tauro d'oro alla miglior sceneggiatura: Stefano Incerti, Salvatore Parlagreco e Heidrun Schleef per L'uomo di vetro

### Premi collaterali
- Premio Audience nella sezione “Oltre il Mediterraneo”: Warden of The Dead di Ilian Simeonov
- Premio NICE - Intel Centrino Duo Miglior Corto Siciliano: Red Line di Francesco Cannavà
- Premio NICE - Intel Centrino Duo Miglior Corto Siciliano Giuria Web: Pisci di broru di Paolo Santangelo
- Premio "Le Colonne": Ennio Morricone

### Taormina Arte Awards
I Taormina Arte Awards vengono consegnati a personaggi che si sono distinti per il loro contributo al mondo del cinema. In questa edizione ne sono stati assegnati otto. I premiati sono:
- Giuseppe Tornatore
- Terence Davies
- André Téchiné
- Giancarlo Giannini
- Hanna Schygulla
- Youssra
- Margherita Buy
- Matt Dillon